# Përparim-Thaçi-Stadion
Das Përparim-Thaçi-Stadion (albanisch Stadiumi Përparim Thaçi, serbisch Стадион Порпарим Тачи Stadion Porparim Tači) ist ein Fußballstadion in der kosovarischen Stadt Prizren. Es liegt am südwestlichen Rand des Stadtzentrums am Ufer der Bistrica e Prizrenit. Es ist die Heimspielstätte des Fußballvereins KF Liria. Benannt ist es nach Përparim Thaçi, einem früheren Spieler des KF Liria, der 1998 beim Kosovokrieg im Alter von 21 Jahren ums Leben gekommen ist. Der Eigentümer ist die Gemeinde Prizren.
Die 1937 erbaute Spielstätte besitzt zwei Tribünen an den Längsseiten mit 8500 Plätzen. Die Haupttribüne ist überdacht. Auf der Gegenseite wurde teilweise mit der Dachkonstruktion begonnen, aber mehr als zehn Träger wurden nicht montiert. Am Südseite befindet sich das Përparim-Thaçi-Stadion 2 mit 500 Plätzen.